# Zane Weir
Zane Sean Weir (* 7. September 1995 in Amanzimtoti, Südafrika) ist ein italienisch-südafrikanischer Leichtathlet, der sich auf das Kugelstoßen spezialisiert hat. 2023 siegte er bei den Halleneuropameisterschaften in Istanbul.

## Leben
Zane Weir wurde in der Kleinstadt Amanzimtoti geboren und wuchs anschließend in Durban auf. Sein Großvater mütterlicherseits stammt aus Triest, woher  seine italienischen Wurzeln rühren. Sein Großvater war es auch, der ihn inspirierte Sportler zu werden. Erste Berührungspunkte mit der Leichtathletik sammelte er, anfangs ganz ohne Anleitung, in den Lauf- und Sprungdisziplinen. Später betrieb er auch die Sportarten Rugby, Cricket, Fußball, Wasserball und Basketball. Im Alter von 18 Jahren zog er nach Kapstadt und nahm dort an der Universität Kapstadt ein Studium der Finanzbuchhaltung auf. 2018 schloss er es. Danach zog er nach Johannesburg um und begann das Kugelstoßen zu trainieren. Dort trat er in Kontakt mit seinem jetzigen Trainer in Italien, Paolo Dal Soglio, dem Halleneuropameister von 1996, dem er im März 2020 nach Italien folgte. Seit Februar 2021 ist er berechtigt, international für Italien an den Start zu gehen.
Weir’s Hobbys umfassen Psychologie, Lesen und Schwimmen.

## Sportliche Laufbahn
Weir nahm bereits im Jahr 2012, damals noch in seiner südafrikanischen Heimat, an ersten Wettkämpfen im Kugelstoßen teil, wenngleich er in seiner Jugendzeit keine herausragenden Leistungen erzielen konnte. 2013 gewann er die Bronzemedaille bei den südafrikanischen U20-Meisterschaften, ein Jahr später folgte die Goldmedaille bei den gleichen Meisterschaften. 2016 nahm er zum ersten Mal bei den südafrikanischen Meisterschaften der Erwachsenen teil, wobei er den fünften Platz belegte. Drei Jahre später gewann er die Bronzemedaille bei den südafrikanischen Meisterschaften. Zu jener Zeit lag sein Fokus vor allem auf seiner schulischen Ausbildung, zudem mangelte es ihm an Unterstützung, um seine Stoßtechnik zu verbessern. Nachdem er begann unter der Anleitung von Dal Soglio zu trainieren, steigerte er seine Bestleistung innerhalb von drei Jahren um mehr als 5 Meter. 2020 trat er zu seinen ersten Wettkämpfen in Italien an. Im Sommer gewann er die Silbermedaille bei den italienischen Meisterschaften. Direkt in seinem ersten Wettkampf 2021 stieß er die Kugel erstmals über die 21-Meter-Marke und qualifizierte sich damit für die Olympischen Sommerspiele in Tokio, nachdem er genau einen Zentimeter als die geforderten 21,10 m stieß. Ende Juni wurde er zum ersten Mal italienischer Meister. Später im August trat er in Tokio bei den Olympischen Spielen an. Bereits in der Qualifikation verbesserte er sich auf 21,25 m und erreichte damit das Finale der zwölf Besten. Auch darin konnte er sich nochmals steigern und belegte mit einem Stoß auf 21,41 m den fünften Platz bei seinem Debütwettkampf für Italien auf internationaler Ebene. Im letzten Wettkampf der Saison steigert er sich gar noch auf 21,66 m.
2022 wurde Weir italienischer Hallenvizemeister. Im März trat er bei den Hallenweltmeisterschaften in Belgrad an. Im Finale egalisierte er mit 21,67 m den Nationalrekord seines Landsmannes Leonardo Fabbri und belegte damit den sechsten Platz. Nur rund eine Woche zuvor blieb er bei einem Wettkampf in Portugal mit 21,99 m nur knapp unterhalb der 22-Meter-Marke. Während der Freiluftsaison bremste ihn anschließend eine Verletzung an seiner Stoßhand aus. Auch 2023 wurde Weir italienischer Hallenvizemeister. Anfang März trat er bei den Halleneuropameisterschaften in Istanbul an. Er zog in das Finale ein, in dem er sich auf eine Bestweite von 22,06 m steigern konnte, wodurch er den er den Europameistertitel gewinnen konnte. Mit dem Gewinn der Goldmedaille feierte er seinen bislang größten sportlichen Erfolg. Bei der Team-Europameisterschaft im Rahmen der Europaspiele gewann er mit 21,59 m die Goldmedaille. Im August trat er in Budapest zum ersten Mal bei den Weltmeisterschaften an. Dort konnte er in das Finale einziehen, worin er allerdings unterhalb von 20 Metern blieb und damit nicht über Platz 11 hinauskam. Anfang September stieß er in Padua die Kugel auf 22,44 m, die größte Weite eines Europäers seit den 1980er Jahren.
2024 belegte Weir bei den Hallenweltmeisterschaften in Glasgow, knapp hinter seinem Landsmann, Leonardo Fabbri, den vierten Platz. Im Laufe der Freiluftsaison blieb er unterhalb der Marke von 22 Metern. Dennoch trat er im August bei den Olympischen Sommerspielen in Paris an. Dort erreichte er das Finale, in dem er den elften Platz belegte. Die gleiche Platzierung erreichte er zuvor im Juni bei den Europameisterschaften in seiner italienischen Heimat.
2021 wurde Weir italienischer Meister im Kugelstoßen. 2024 siegte er bei den italienischen Hallenmeisterschaften.

## Wichtige Wettbewerbe
| Jahr                | Veranstaltung               | Ort                 | Platz               | Disziplin           | Weite               |
| Startet für Italien | Startet für Italien         | Startet für Italien | Startet für Italien | Startet für Italien | Startet für Italien |
| ------------------- | --------------------------- | ------------------- | ------------------- | ------------------- | ------------------- |
| 2021                | Olympische Sommerspiele     | Tokio               | 5.                  | Kugelstoßen         | 21,41 m             |
| 2022                | Hallenweltmeisterschaften   | Belgrad             | 6.                  | Kugelstoßen         | 21,67 m             |
| 2023                | Halleneuropameisterschaften | Istanbul            | 1.                  | Kugelstoßen         | 22,06 m             |
| 2023                | Weltmeisterschaften         | Budapest            | 11.                 | Kugelstoßen         | 19,99 m             |
| 2024                | Hallenweltmeisterschaften   | Glasgow             | 4.                  | Kugelstoßen         | 21,85 m             |
| 2024                | Olympische Sommerspiele     | Paris               | 11.                 | Kugelstoßen         | 20,24 m             |

## Persönliche Bestleistungen
Freiluft
- Kugelstoßen: 22,44 m, 3. September 2023, Padua

Halle
- Kugelstoßen: 22,06 m, 3. März 2023, Istanbul, (italienischer Rekord)